# Rakataura
Rakataura, également connu sous le nom de Hape ou Rakatāura, est un navigateur polynésien légendaire, considéré comme l'ancêtre de nombreux iwi maoris. Né à Hawaiki, Rakataura serait le tohunga (prêtre/navigateur) principal qui conduisit la pirogue de migration Tainui vers la Nouvelle-Zélande. Rakataura est associé à des histoires impliquant le port de Manukau, le Te Tō Waka (le port d'Ōtāhuhu) et la région de Waikato.
De nombreux noms de lieux à Tāmaki Makaurau (nom de l'actuelle région d'Auckland) et dans la région de Waikato font référence à Rakataura, ou sont, selon les traditions orales baptisés par Rakataura.

## Légende
Rakataura serait né à Hawaiki et serait le membre le plus âgé de la lignée senior de son hapu. Il reçoit le nom de Hape, en raison de ses pieds tournés vers l'intérieur. Rakataura est le tohunga principal (prêtre/navigateur) du waka de migration Tainui et, selon certaines traditions, est identifié comme le constructeur du navire.
Dans la tradition orale Te Waiohua, Rakataura voyage de manière surnaturelle en Nouvelle-Zélande, guidant l'équipage de Tainui. Selon cette légende, Rakataura est choisi pour représenter son hapu sur le canoë Tainui, mais n'est pas populaire en raison de son handicap aux pieds. La tradition veut alors que seuls les jeunes et ceux dotés d'un corps et un esprit sains peuvent voyager. Rakataura prie la divinité Tangaroa pour que ses pieds soient restaurés, mais au lieu de guérir son corps, Tangaroa envoie Kawea Kawea Ki te Whenua a Kupe (« Emmenez-le au pays de Kupe »), un taniwha (être surnaturel) en forme de raie pour le transporter. Rakataura accoste au port de Manukau, attendant à Ihumātao l'arrivée de l'équipage du Tainui. Quelques jours plus tard, l'équipage arrive, non pas de l'embouchure du port, mais de l'est (après avoir traversé le Te Tō Waka à Ōtāhuhu au nord de l'isthme d'Auckland). Rakataura appelle depuis la colline, d'où le nom de Karangahape (« L'Appel de Hape ») donné à la localité. Une autre légende surnaturelle explique que Rakataura frappe les membres d'équipage du Tainui pour atteindre le port de Kawhia en se déplaçant sous terre entre la péninsule de Māhia et Kawhia.
Dans la tradition orale Te Kawerau ā Maki, Rakataura s'est rendu dans les chaînes Waitakere, baptisant les endroits qu'il a visités. Il donne par exemple le nom d'Hikurangi à un endroit près de Piha qui fait référence à un lieu dans son pays natal et devient l'un des noms traditionnels de West Auckland et des chaînes Waitakere, et One Rangatira, le nom traditionnel de Muriwai Beach, un nom qui commémore sa visite.
D'autres traditions relient Rakataura au port d'Ōtāhuhu entre la rivière Tamaki et le port de Manukau. Selon certaines légendes, c'est lui, en tant que tohunga, qui a créé le port, tandis que pour d'autres, il tente d'empêcher l'équipage Tainui d'accoster en ce lieu et de s'installer à l'ouest. Rakataura se dispute alors avec Hoturoa, capitaine du Tainui, parce qu'il refuse de laisser Rakataura épouser sa fille Kahupeka. Au lieu de traverser le portage, Hoturoa et l'équipage du Tainui naviguent autour de toute la péninsule de Northland jusqu'au port de Manukau. Rakataura et sa sœur Hiaroa allument des feux de joie et chantent des incantations pour empêcher l'équipage principal du Tainui de s'installer autour du port ou de la région de Waikato,. Rakataura voyage vers le sud jusqu'au port de Whāingaroa, dont le nom actuel est Raglan, établissant un tūāhupapa (autel sacré) sur le mont Karioi, un volcan éteint, et continue à prononcer des incantations pour dissuader l'équipage du Tainui de traverser les zones qu'il découvre. Rakataura voyage plus au sud, jusqu'au port de Kawhia, où il rencontre l'équipage du Tainui, se réconcilie avec eux et épouse finalement Kahupeka, revenant plus tard s'installer à Karioi.
On attribue à Rakataura l'exploration des forêts à l'intérieur des terres, dans la région de Waikato avec sa femme, nommant les lieux découverts d'après les membres de l'équipage de son Tainui, afin de faire valoir ses droits sur les territoires explorés,. Il place des pierres maori prétendument originaires d'Hawaiki tout au long du voyage, afin d'attirer les oiseaux dans les zones qu'il visite. Au cours de leur voyage, Kahupeka tombe malade à Wharepūhunga, où Rakataura construit une maison afin qu'elle puisse se reposer et récupérer. Kahupeka tombe malade une deuxième fois à Pureora et n'y survit pas. Après sa mort, Rakataura baptise le volcan Kakepuku d'après la forme de sa femme lorsqu'elle est enceinte, et la région où il s'installe finalement, Te Aroha, d'après l'amour qu'il ressent pour sa femme,. Là-bas, il se remarie avec une femme nommée Hinemarino.
Certaines traditions racontent que Rakataura  se seraient installé sur le mont Smart à Tāmaki Makaurau avec sa femme, avant de se rendre à Waikato plus tard dans sa vie.

## Héritage
Rakataura, parfois désigné sous le nom de Hape, a donné son nom à la péninsule de Karangahape et à Karangahape Road à Auckland. Certains des noms utilisés en langue maorie pour désigner le mont Albert, comme Te Ahi-kā-a-Rakataura (« Les feux continus de Rakataura ») et Te Wai o Raka (« Les eaux de Raka »). Te Motu a Hiaroa, nom maori de l'île Puketutu (en), l'une des premières colonies permanentes du peuple Tainui, doit son nom à Hiaroa, la sœur de Rakataura. Rakataura est très présent dans les traditions orales, en raison de son statut de personnage ayant nommé de nombreuses régions du Waikato, notamment le port de Whāingaroa à Raglan, le mont Karioi, la montagne Maungatautari, la localité de  Whakamaru, la zone qui deviendra le parc forestier de Pureora et Te Aroha,.
Le nom de Rakataura est officiellement attribué à la ville de Mount Maunganui au début du XXe siècle par J. C. Adams, colon de la baie de l'Abondance, mais ce nom ne devient jamais usuel parmi la population.
Rakataura est considéré comme l'un des ancêtres du peuple Tainui, dont font partie les tribus Ngāti Maniapoto et Ngāti Raukawa),, ainsi que les iwi historiques d'Auckland : Ngā Oho, Te Kawerau ā Maki et les tribus Waiohua.